# Flaga stanowa Maine
Flaga stanowa Maine – flaga stanowa przyjęta w 1909, jeden z symboli stanu Maine. Flaga składa się z godła pieczęci stanowej na niebieskim tle w tym samym odcieniu, który został użyty na fladze Stanów Zjednoczonych.
W sondażu przeprowadzonym w 2001 przez Północnoamerykańskiego Stowarzyszenia Weksylologicznego, amerykańską organizacją weksylologiczną, flaga stanowa Maine znalazła się na 60. miejscu wśród 72 flag stanów i terytoriów zależnych USA oraz prowincji Kanady, które oceniano w skali od 0 do 10. Organizacja zwróciła uwagę, iż większość flag stanowych USA zawiera godło pieczęci stanowej, co wpłynęło niekorzystnie na ich wynik w sondażu.